# 아이스크림 신드롬
아이스크림 증후군일본어: アイスクリームシンドローム Aisu Kurīmu Shindorōmu[*]은 스키마스위치의 13번째 싱글앨범이다.

## 특징
- 전작의 싱글 "골든 타임 러버"에서 약 9 개월 만에 발매.
- 통상 한정판 기간 생산 한정반 3 가지 동시 발매.
- 당초6월 30일발매 예정 이었으나 제반 사정에 따라 7월 7일로 변경되었다.
- 한정판은 슬리브 케이스 사양 및 고품질 CD [Blu - spec CD '+ 스페셜 콘텐츠를 수록한 특전 DVD 포함. 기간 생산 한정판은 "포켓 몬스터 DP"가 그려진 종이 자켓 사양 & 뽀켓몬시루 제공.
- 기간 생산 한정판의CD 앨범에는 지우, 피카츄, 세레비가 그려져 있다.

## 노래 목록
1. 아이스크림 신드롬
2. 유우나기(소나기)
3. 1017 마디의 연가
4. 아이스크림 신드롬 (기악)

## 특전 DVD 수록
- 아이스크림 신드롬 비디오 클립
- 스키마 스위치의 새로운 기록 신드롬!?"